# Euphorbia goliana
Euphorbia goliana là một loài thực vật có hoa trong họ Đại kích. Loài này được Comm. ex Lam. mô tả khoa học đầu tiên năm 1788.